# Петровский 88-й пехотный полк
88-й пехотный Петровский полк — пехотная воинская часть Русской императорской армии.

## Формирование полка
Старый Петровский полк был сформирован 16 мая 1803 г. как мушкетёрский, 22 февраля 1811 г. назван пехотным и в 1835 г. упразднён, причём по 4 роты назначено на сформирование Финляндских линейных батальонов № 4 и 5, одна рота назначена в № 8 батальон и три роты расформированы.
Новый Петровский полк сформирован в Гельсингфорсе 18 июня 1863 г. из 8 и 9-го Финляндских линейных батальонов с добавкою рекрут, в составе трёх батальонов с тремя стрелковыми ротами, под названием Петровского пехотного полка. 25 марта 1864 г. полк получил № 88. 7 апреля 1879 г. сформирован 4-й батальон.
Полковой праздник — 30 августа.

## Кампании полка
Новый Петровский полк получил боевое крещение в Русско-японскую войну, находясь под командой полковника А. Н. Апухтина. Во время сражения на реке Шахе Петровский полк, находясь 1 октября 1904 года на позиции у д. Шиэсанцза, остановил движение японцев, прорвавшихся между I и X армейскими корпусами, и отбросил их к югу от Двугорбой сопки, а 3 октября вечером геройски атаковал «сопку с отдельным деревом» и, перейдя под сильнейшим огнём р. Шахэ, штыками выбил японцев из двух рядов окопов на северном скате сопки. Во время этой атаки полк потерял 25 офицеров и 717 нижних чинов.
С 4 октября 1904 года по 14 февраля 1905 года Петровцы бессменно находились на передовой позиции южнее Новгородской сопки и, занимая редут № 7, провели 5 месяцев в непрестанных столкновениях с японцами.
Во время сражения под Мукденом Петровский полк с 14 по 23 февраля 1905 г. находился под страшным огнём и, отбив 13 атак неприятеля на редут № 7, отступил в полном порядке на Сыпингайскую позицию.
За геройские действия у Новгородской сопки полку были пожалованы 5 октября 1912 г. знаки отличия — нагрудные у офицеров и на головные уборы у нижних чинов с надписью: «За отличие в войну с Японией в 1904—05 гг.».
С началом Первой мировой войны в 1914 году, из кадра 88-го Петровского пехотного полка был сформирован 268-й пехотный Пошехонский полк. Участвовал в Нарочской операции 1916 г.

## Знаки отличия
- Знаки отличия (нагрудные у офицеров, на головные уборы у нижних чинов) с надписью: «За отличіе въ войну съ Японіей въ 1904 и 1905 годахъ». Высочайший приказ 5 октября 1912 года.

## Командиры полка
- 13.07.1863 — 18.02.1865 — полковник Клингштет, Фридрих Карлович
- 27.02.1865 — 07.09.1866 — полковник Гакман, Юлиус Иванович
- 07.09.1866 — 30.08.1870 — полковник Шванебах, Фридрих Антонович
- 15.10.1870 — 23.08.1872 — полковник Рихтер, Александр Карлович
- хх.хх.1872 — хх.хх.1873 — полковник Осколков, Матвей Захарович
- 04.06.1873 — 27.09.1877[6] — полковник Лишин, Иван Андреевич
- 27.09.1877[7] — 16.04.1889 — полковник Сержпинский, Сигизмунд Фаддеевич
- 30.04.1889 — 13.01.1892 — полковник Гущин, Владимир Савельевич
- 22.01.1892 — 14.08.1895 — полковник барон фон Ашеберг, Николай Павлович
- 14.08.1895 — 18.09.1898 — полковник Слончевский, Митрофан Константинович
- 06.11.1898 — 20.11.1899 — полковник Шванк, Леопольд Александрович.
- 25.11.1899 — 06.11.1902 — полковник Кедров, Вонифатий Александрович
- 13.12.1902 — 09.03.1905 — полковник Апухтин, Александр Николаевич
- 11.06.1905 — 14.01.1914 — полковник Ерогин, Михаил Григорьевич[8]
- 23.01.1914 — 17.04.1915 — полковник Заварзин, Николай Иванович
- 17.04.1915 — 22.05.1916 — полковник Гонтваргер, Владимир Николаевич
- 22.05.1916 — 22.10.1916 — полковник Крадинов, Иосиф Дмитриевич
- 22.10.1916 — хх.хх.хххх — полковник Нейланд, Владимир Мартынович

## Известные люди, служившие в полку
- 1904—1905 — подполковник Селивачёв, Владимир Иванович[9]
- 06.08.1910—1914 — подпоручик Гринцер (Горчаков), Григорий Сергеевич[10]
- 1910—1914 — поручик Юршевский, Яков Яковлевич[11] (ГО)
- 1914 — охотник (рядовой) Башкирова, Кира Александровна, кавалер Георгиевского креста (записалась под именем Николая Попова)[12]